# William Burges

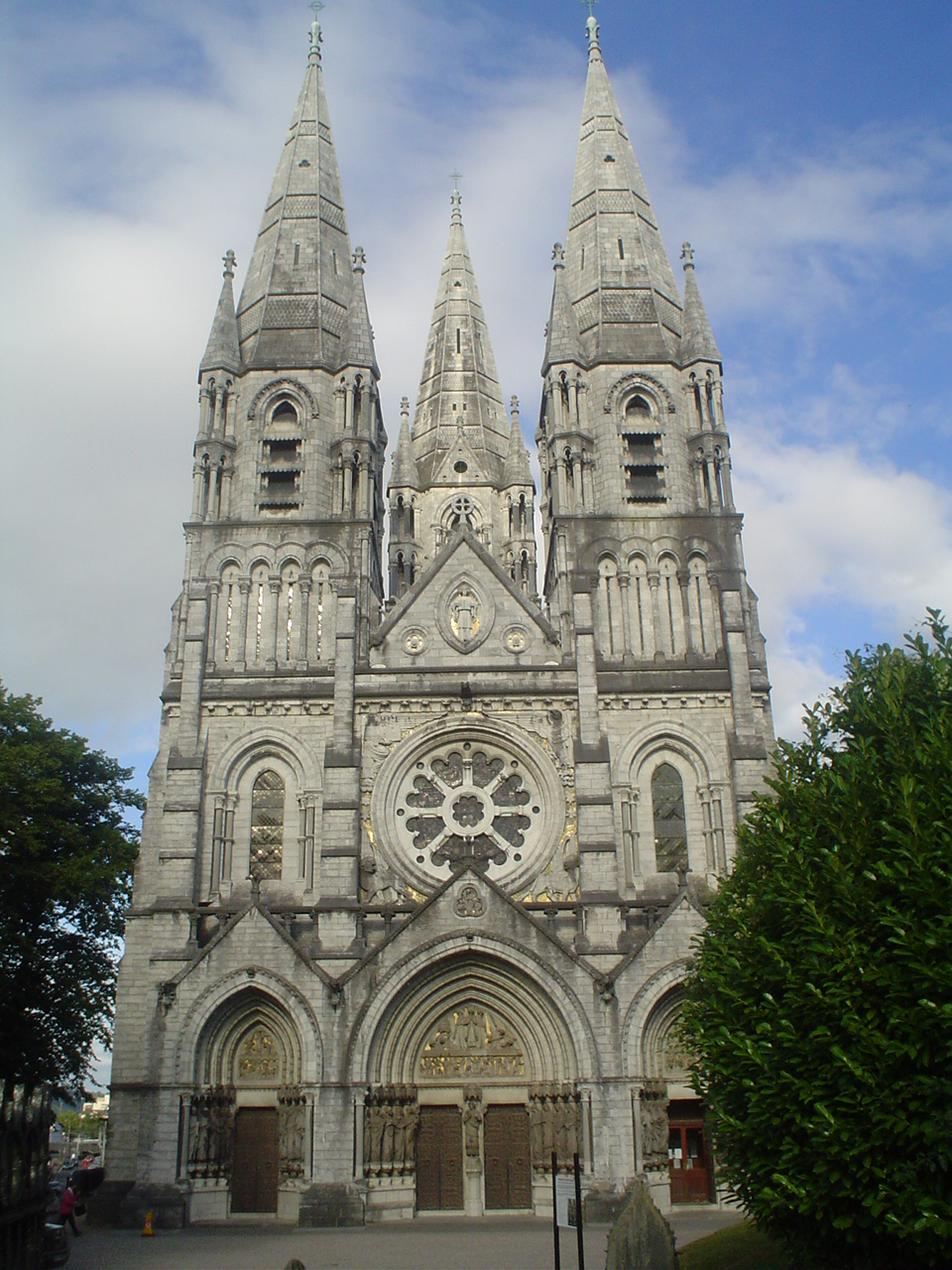
Catedral de St. Finbarre en Cork, Irlanda

William Burges (2 de diciembre de 1827-20 de abril de 1881) fue un arquitecto inglés del siglo XIX, considerado uno de los de los más destacados del periodo victoriano, buscó con su trabajo escapar del estilo propio de la industrialización y de la arquitectura neoclásica y restablecer la arquitectura y los valores sociales de una utópica Inglaterra medieval. Trabajó en Irlanda, Gales e Inglaterra. Burges se encuadra dentro de la tradición neogótica, sus trabajos entroncan con el movimiento prerrafaelista y el Arts and Crafts.
La carrera de Burges fue corta pero ilustre: ganó su primer encargo importante para la catedral de San Finbar en Cork en 1863, cuando tenía 35 años, y murió en su casa de Kensington, The Tower House, en 1881, con 53 años de edad. Su producción arquitectónica es pequeña pero variada. Junto a su equipo de artesanos, construyó iglesias, una catedral, un almacén, una universidad, una escuela, casas y castillos. Sus obras más notables son el castillo de Cardiff, construido entre 1866 y 1928 y Castell Coch (1872-1891), ambos, se llevaron a cabo para John Crichton-Stuart, tercer marqués de Bute. Otros edificios notables son la Gayhurst House, en Buckinghamshire (1858-1865), Knightshayes Court (1867-1874), las iglesias de Christ the Consoler (1870-1876) y St Mary's, Studley Royal (1870-1878), en Yorkshire, y Park House, Cardiff (1871-1880).
Muchos de sus diseños nunca fueron llevados a cabo o algunas obras fueron posteriormente demolidos. Sus proyectos para los concursos de las catedrales de Lille (1854), Adelaida (1856), Colombo, Brisbane (1859), Edimburgo (1873) y Truro (1878) no fueron elegidos. Perdió frente a George Edmund Street, en el concurso para la Reales Tribunales de Justicia (1866-1867) en el Strand (Londres). Su proyecto para la redecoración del interior de la catedral de San Pablo de Londres (1870-1877) fue abandonado y él mismo fue despedido de su puesto. El almacén de Skilbeck (1865-1866) fue demolido en la década de 1970, y su trabajo en la catedral de Salisbury (1855-1859), en el Worcester College, Oxford (1873-1879) y al Knightshayes Court se perdieron en las décadas anteriores.
Más allá de la arquitectura, Burges diseñó orfebrería, escultura, joyas, muebles y vidrieras. Una serie de conferencias que impartió para la Sociedad de las artes en 1864, denominada Artes aplicadas a la industria, ilustra la amplitud de sus intereses. Los temas que trató incluyen vidrio, cerámica, bronce, hierro, oro plata, muebles, tejidos y decoración exterior. Durante la mayor parte del siglo después de su muerte, ni la arquitectura victoriana fue objeto de intenso estudio, ni se dedicó gran atención a la obra de Burges. Sin embargo, el renacimiento del interés por el arte victoriano y la atención prestada por la arquitectura y el diseño de finales del siglo XX han llevado a una apreciación renovada de Burges y su trabajo.

## Obras destacadas
- Catedral de St. Finbarre, Cork
- McConnochie House, Cardiff
- Castillo de Cardiff
- Castell Coch
- Catedral de Salisbury (restauración parcial)
- Worcester College, Oxford (redecoración de la capilla)
- Wikimedia Commons alberga una categoría multimedia sobre William Burges.

- Datos: Q186265
- Multimedia: William Burges / Q186265